# Obróżkogwan pospolity

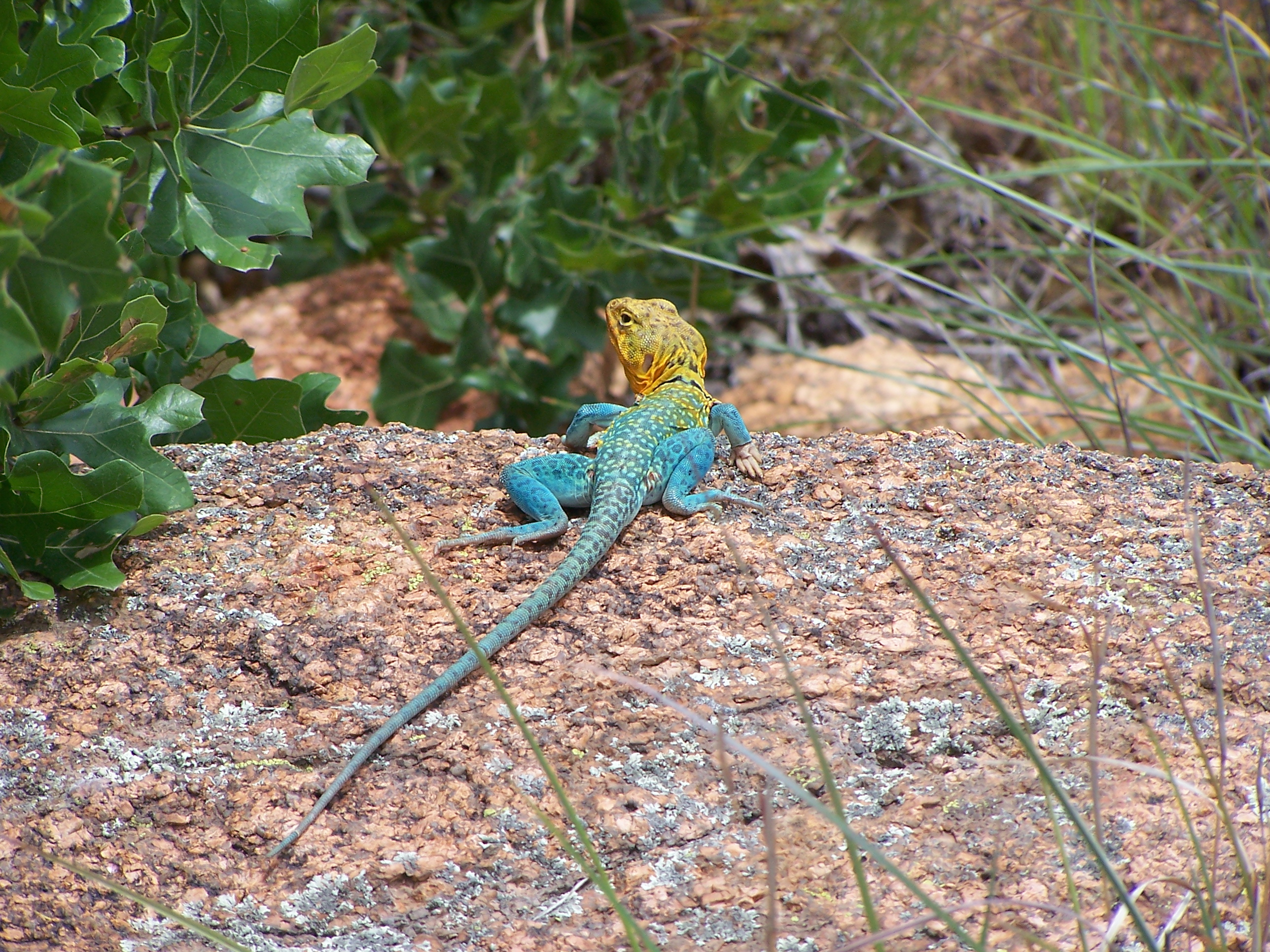
Legwany obrożne mają różne ubarwienie skóry

Obróżkogwan pospolity, legwan obrożny (Crotaphytus collaris) – gatunek jaszczurki z rodziny obróżkogwanowatych (Crotaphytidae) występujący w północnym Meksyku i środkowej oraz południowo-zachodniej części USA. Zamieszkuje suche, skaliste tereny pustynne i pogranicza rzadkich lasów oraz widne zarośla roślinności twardolistnej. Nie jest objęty konwencją waszyngtońską (CITES) oraz nie podlega rejestracji w Polsce.

## Charakterystyka
Ich pokarmem są rozmaite bezkręgowce oraz małe ssaki. Żyją do 10 lat, długość ich ciała dochodzi do 35 cm.